# Дьяконовы ответы
«Дья́коновы отве́ты» ― основательно продуманное сочинение в защиту старообрядчества, которое было создано как ответы на вопросы, заданные 1 января 1716 года старообрядцам Чернораменских скитов новообрядческим миссионером игуменом Питиримом, искоренявшим по поручению Петра I и священноначальства Российской церкви «раскол» в Нижегородской губернии.
Другие названия сочинения: Нижеградские ответы, Керженские ответы, Ответы Александра диакона.
Авторство «Дьяконовых ответов» ― совместное творение керженских старообрядцев, которые трудились над ним с 1716 по 1719 год. Одним из составителей ответов был настоятель Выговского беспоповского общежительства Андрей Денисов. Для Денисова «Дьяконовы ответы» стали подготовительным этапом для написания «Поморских ответов». В «Дьяконовых ответах» разоблачена подложность специально созданных в целях полемики со старообрядцами сочинений — «Соборное деяние на еретика Арменина, на мниха Мартина» и «Феогностов требник».
«Дьяконовы ответы» состоят из двух частей. Первая содержит 130 вопросов Питирима и ответы на них, кроме того, в ней помещена переписка Александра дьякона с игуменом Питиримом. В первой части рассматриваются основные полемические темы между старообрядцами и новообрядцами: вопрос о перстосложении (двоеперстие, троеперстие, именословное перстосложение), спор о сугубой и трегубой аллилуйя, вопрос о трисоставном кресте, вопросы о новых редакциях молитв Символ веры и Иисусова молитва, количество просфор на литургии, хождение посолонь и противосолонь. Вторая часть состоит из дополнительных статей и не была подана Питириму.
«Дьяконовы ответы» были поданы в 1719 году Питириму от имени дьякона Александра. Они написаны в весьма сдержанном тоне из-за опасения репрессий со стороны действующей власти и иногда отговариваются некомпетентностью, что дало возможность Питириму объявить о своей победе в заочной полемике со старообрядцами. «Дьяконовы ответы» стали материалом для сочинения Питирима «Пращица».
«Дьяконовы ответы» распространялись в рукописях, известно 52 списка их в начале XXI века. В 1907 году сочинение было напечатано в Нижнем Новгороде под названием «Ответы Александра диакона (на Керженце), поданные Нижегородскому епископу Питириму в 1819 году».